# Ladyville
Ladyville est une ville du district de Belize, située à 17 km au nord-ouest de Belize City.
La population était de 5 458 habitants en 2010.
Sur le territoire de la commune se trouve l'Aéroport international Philip S. W. Goldson.

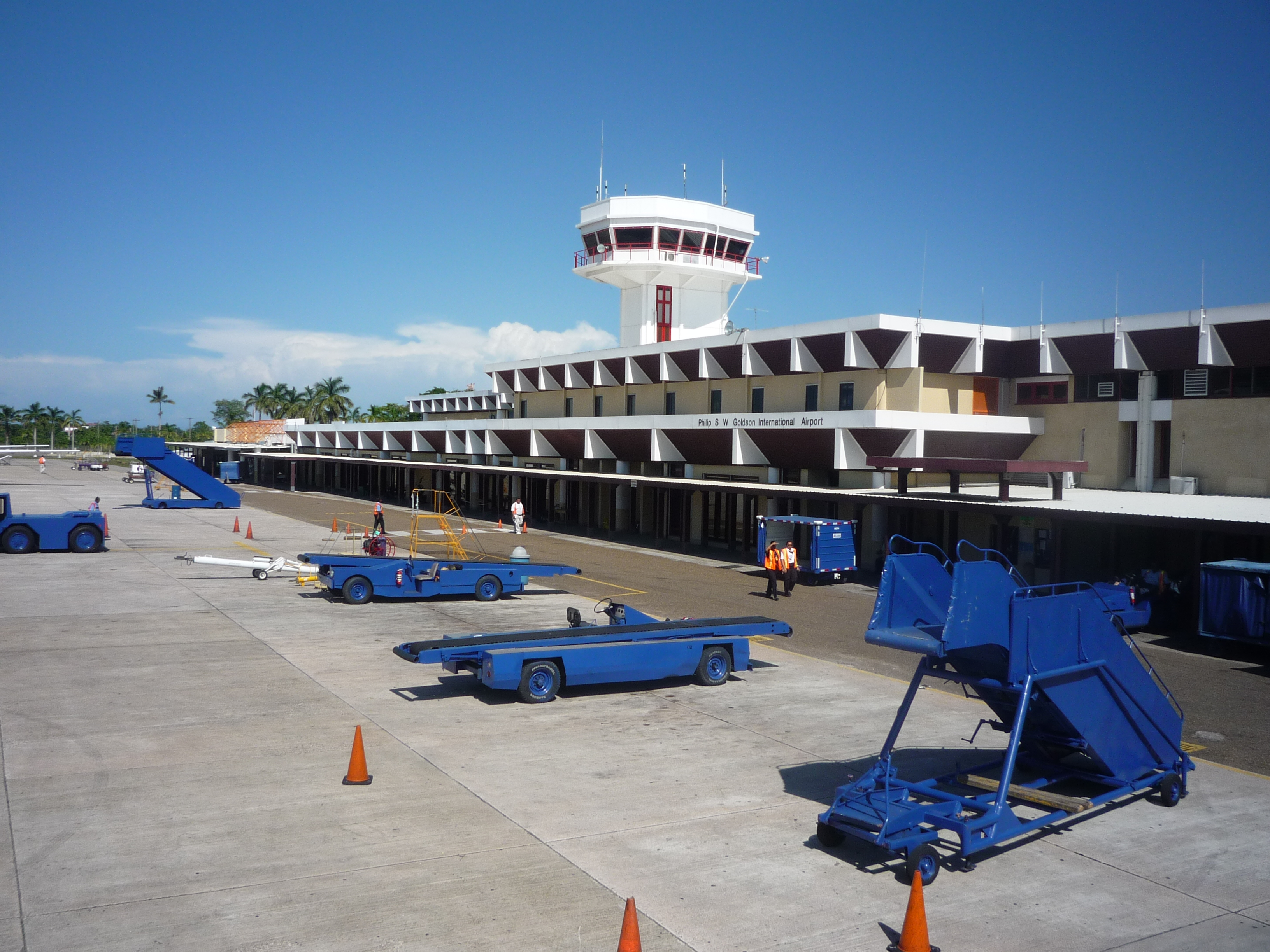
Aéroport international Philip Goldson, Bélize